# Okubo Yuki
Yuki Okubo (sinh ngày 17 tháng 4 năm 1984) là một cầu thủ bóng đá người Nhật Bản.

## Sự nghiệp câu lạc bộ
Yuki Okubo đã từng chơi cho Sanfrecce Hiroshima, Kyoto Sanga FC, Tochigi SC, Tokushima Vortis, Matsumoto Yamaga FC và JEF United Chiba.